# Eriophora yanbaruensis
Eriophora yanbaruensis là một loài nhện trong họ Araneidae.
Loài này thuộc chi Eriophora. Eriophora yanbaruensis được miêu tả năm 2000 bởi Tanikawa.